# Azurfeenvogel
Der Azurfeenvogel (Irena tweeddalii) ist eine Vogelart aus der Familie der Feenvögel (Irenidae). Er kommt auf den Philippinen vor. Das Artepitheton ehrt den schottischen Offizier und Ornithologen Arthur Hay, 9. Marquess of Tweeddale.

## Merkmale

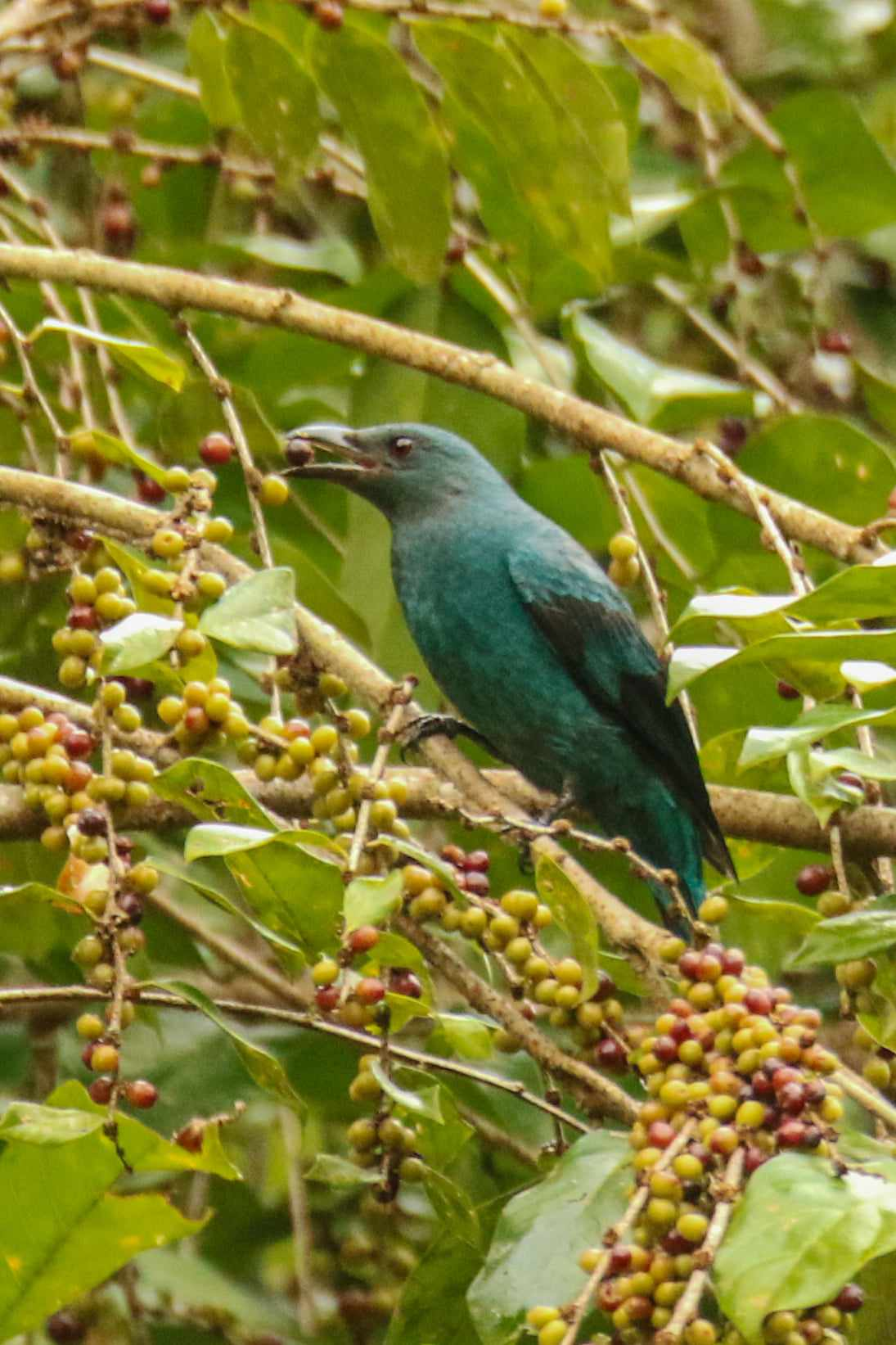
Azurfeenvogel (Weibchen)

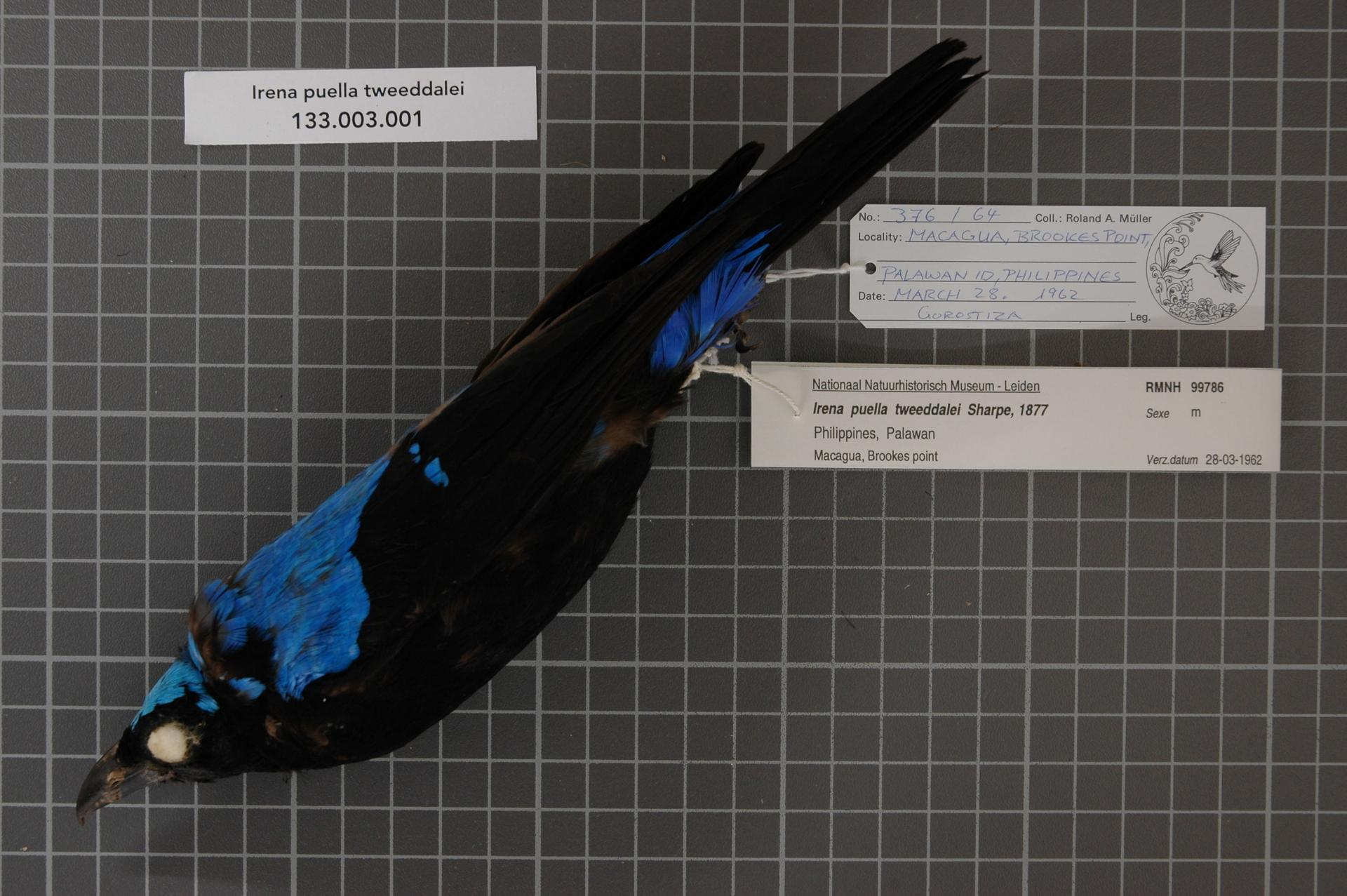
Balg eines Männchens im Natural Biodiversity Center

Der Azurfeenvogel erreicht eine Körperlänge von 24 cm. Füße und Schnabel sind beim adulten Vögel schwarz.
Das Grundgefieder des adulten Männchens ist auffallend gemustert. Das Stirnband über der Schnabelbasis, die zusammenhängenden Zügel und die Kopfseiten bis weit über dem Auge, die Halsseiten und die gesamte Unterseite (mit Ausnahme der Unterschwanzdecken) sind glänzend tiefschwarz und kontrastieren mit der Scheitelmitte, dem Nacken, dem Rücken und den Oberschwanzdecken in einem leuchtenden, „verschmelzenden“ Blau, wobei diese Färbung durch modifizierte äußere Borstenfedern verstärkt wird. Einige Individuen haben schwarze oder graue Schaftstreifen auf dem Körper und/oder den Oberflügeldecken, was zu einem leicht gestreiften Erscheinungsbild führt. Die unteren und mittleren Oberflügeldecken sind blau wie der Rücken; die großen Deckfedern, Schwungfedern und Schirmfedern sind schwarz, mit Ausnahme der inneren vier bis fünf großen Deckfedern, die gewöhnlich blau gefärbt sind. Die Grund- und Deckfedern sind breit und an den Spitzen abgeschnitten, wie beim Grundgefieder der adulten Weibchen.
Beim adulten Weibchen sind der Kopf, der Körper, die Armschwingen der Oberflügel, die Schirmfedern und die mittleren Steuerfedern dezent grünlichblau, die Federsäume am Bürzel, den Oberschwanzdecken und an der Unterseite sind etwas heller. Je nach Lichtverhältnissen kann die wahrgenommene Färbung variieren, die von tiefblau bis zu reflektierendem grünlichem Blau oder Aqua reicht. Die übrigen (äußeren) Steuerfedern, Handdecken, Hand- und Armschwingen sind schwärzlich, die Handdecken, die Deckfedern und die inneren Armschwingenfedern sind in frischem Zustand blau gesäumt.
Bei adulten Individuen weist die Iris der Weibchen eine ziegel- oder orangerote Färbung auf, während sie bei den Männchen in einem intensiven Blutrot erscheint. Jungtiere besitzen zunächst eine bräunlich getönte Iris, die im Verlauf des ersten Lebensjahres rötlich-braun wird. Möglicherweise kann das Alter bestimmter Männchen im zweiten Grundgefieder anhand ihrer Irisfarbe abgeleitet werden. Diese weisen zwar das endgültige Gefieder auf, zeigen jedoch eine bräunlich-rote bis stumpfrote Iris, die möglicherweise weniger intensiv ist als bei älteren Exemplaren. Zudem könnte die Irisfarbe bei erwachsenen Männchen während der Balz- und Vorbrutzeit eine intensivere Rottönung aufweisen als in der Nachbrut- und Mauserzeit. Weitere Forschung ist erforderlich, um diese Zusammenhänge zu klären.
Der juvenile Vogel ähnelt dem Weibchen. Er weist jedoch eine dunklere Färbung des Körpergefieders auf und hat braunere Flügel sowie einen braunen Schwanz. Bei Jungvögeln können die Schwungfedern im Durchschnitt schmaler ausgeprägt sein und/oder spitz zulaufende Spitzen aufweisen; die Differenzen scheinen bei Feenvögeln gering zu sein, insbesondere wenn die Federn frisch sind.

## Ähnliche Arten
Bei klarer Sicht ähnelt der Azurfeenvogel dem Türkisfeenvogel und dem Kobaltfeenvogel (Irena cyanogastra). Diese drei Arten sind vollständig allopatrisch, wobei der Azurfeenvogel auf Palawan, den Calamian-Inseln und Balabac in den Philippinen heimisch ist. Der Türkisfeenvogel ist im gesamten tropischen Asien mit Ausnahme der Philippinen verbreitet und der Kobaltfeenvogel kommt im Norden, Osten und Süden der Philippinen vor, jedoch nicht auf den westlichen und zentralen Inseln, die Palawan am nächsten liegen. Das Männchen des Azurfeenvogels unterscheidet sich deutlich von beiden Geschlechtern des fast einfarbigen Türkisfeenvogels durch seinen leuchtend blauen Mantel und fast vollständig schwarzen Flügeln, im Gegensatz zum Türkisfeenvogel. Das Weibchen des Azurfeenvogels ist viel grauer als das Weibchen des adulten Türkisfeenvogels und hat keine leuchtend blauen und kontrastierenden schwarze Bereiche. Das Männchen des Azurfeenvogels unterscheidet sich von dem des Türkisfeenvogels durch ein kaltes Azurblau bis Türkisblau im Gegensatz zu „königsblauen Bereichen“ (Scheitel, Mantel und Schulterfedern bis zu den Oberschwanzdecken und Unterschwanzdecken). Das Weibchen des Azurfeenvogels ist an der Unterseite etwas stumpfer, hat kürzere Ober- und Unterschwanzdecken und einen längeren Schnabel. Bei schlechten Sichtverhältnissen kann der Azurfeenvogel dunkel und schwärzlich aussehen und mit verschiedenen Drongos (Dicruridae) oder Staren und Mynas (Sturnidae) verwechselt werden.

## Systematik
Obwohl ursprünglich als eigenständige Art beschrieben, wurde dieses Taxon lange Zeit als Unterart des weit verbreiteten Türkisfeenvogels (Irena puella) betrachtet. Auf der Grundlage von mtDNA- und Kern-DNA-Unterschieden sowie morphologischen und stimmlichen Unterschieden wurde diese Art 2016 abgespalten und der sehr kleinen Familie der Feenvögel (Irenidae) als dritte Art hinzugefügt. Wie die anderen Mitglieder der Familie ist auch der Azurfeenvogel ein auffallender Vogel in bewaldeten Umgebungen, mit einer Vielzahl von auffälligen pfeifenden und blubbernden Lauten.

## Lebensraum
Der Azurfeenvogel bewohnt immergrüne und halbimmergrüne Wälder sowie Waldränder vom Tiefland bis in Höhenlagen von ca. 700 m. Er kommt hauptsächlich in Primärwäldern vor, typischerweise im Kronendach. Es gibt einige Nachweise aus Sekundärwäldern, jedoch bisher keine Hinweise auf Brutvorkommen in solchen Lebensräumen.

## Lebensweise
Der Azurfeenvogel ist standorttreu. Die Nahrungssuche ist nicht hinreichend dokumentiert, ähnelt aber wahrscheinlich der des Türkisfeenvogels. Das Gleiche gilt für das Fortpflanzungsverhalten. Der Azurfeenvogel schließt sich regelmäßig gemischten Gruppen von insektenfressenden Vögeln an, die im Laub jagen. Er wird in kleinen Schwärmen beobachtet.

## Lautäußerungen
Der Azurfeenvogel ist eine sehr stimmgewaltige Art, dessen laute Pfiffe aus beträchtlicher Entfernung gehört werden können. Alle Lautäußerungen sind recht einfach und leicht zu identifizieren.
Der Gesang umfasst eine kurze, einfache Phrase aus ähnlich wie Peitschenschläge klingenden Rufen, die sich mit einer anderen Phrase abwechselt, die etwas länger sein kann und deren Töne stärker verschwommen oder gepfiffen sind, z. B. whit-it!...whee-ee-it...whit...whee-ee-it... oder whit!...weeuw...whit!...weeuw.
Der peitschenartige Ruf besteht aus einem oder mehreren lauten schnappenden Pfiffen, die in regelmäßigen Abständen wiederholt werden. Das häufigste Muster sind drei schnell aufeinander folgende, scharfe, schrille, flüssige Whit!-Töne (von etwa 2 kHz auf 4–5 kHz ansteigend). Diese Töne werden auch seltener paarweise oder einzeln wiedergegeben.
Zudem gibt es blubbernde, peitschenartige Ruftöne, unmittelbar gefolgt von einer tieferen, sanften Serie identischer schriller Pfiffe, die sich wie whit-it!-wiwiwiwiwiwiwi anhören. Diese Phrase wird in der Regel mehrmals im Abstand von einigen Sekunden wiederholt. Auch hier gibt es eine gewisse Variation, und die peitschenartigen Anfangstöne werden gelegentlich weggelassen.
Die Art ist das ganze Jahr über laut, sowohl während der Brutzeit, wenn sie sich in getrennten Paaren aufhält, als auch während der Nichtbrutzeit, wenn sie in kleinen Gruppen unterwegs ist. Es ist jedoch nicht bekannt, ob es eine gewisse Saisonalität im Gesang gibt, die mit der Brutzeit in Verbindung gebracht werden kann.
Gesang und Rufe sind hauptsächlich am Morgen und in geringerem Maße am späten Nachmittag zu hören. Der Azurfeenvogel singt oder ruft in der Regel von einer Sitzwarte in den Baumkronen der Wälder aus.

## Status
Die IUCN klassifiziert den Azurfeenvogel auf der „Vorwarnliste“ (near threatened). Er hat ein eingeschränktes Verbreitungsgebiet, begrenzt auf die Endemic Bird Area Palawan. Es wird angenommen, dass der Bestand in den letzten zehn Jahren deutlich zurückgegangen ist. Zu den Hauptbedrohungen gehören der Verlust und die Verschlechterung des Lebensraums sowie der zunehmende Druck durch Jagd und Fallenfang, sowohl zur Nahrungsgewinnung als auch für den Handel mit Käfigvögeln.